# قانون أمبير
قانون أمبير هو قانون للعالم أندريه أمبير والمكافئ المغناطيسي لقانون غاوس وهو كذلك رابع معادلات ماكسويل وينص القانون على أن التكامل الخطي للمجال مغناطيسي على مسار مغلق يساوي محصلة التيار الكلي المخترق للسطح المفتوح المحدود بهذا المسار المغلق مضروبا في معامل السماحية المغناطيسية لكن هذا القانون هو حالة خاصة غير مقبولة سوى عندما يكون المجال الكهربائي ثابتا ومقدار تغيره الزمني يساوي صفر.
{\displaystyle \nabla \times \mathbf {H} =\mathbf {J} _{c}}
لكن جيمس ماكسويل بعد ذلك أدرك خطأ أو إهمال هذا القانون للمجالات الكهربية المتغيرة في الزمن فقام بإضافة تيار الإزاحة إلى المعادلة الأمر الذي أثبت إمكانية خلق مجال مغناطيسي عن طريق التيار الكهربي أو المجال الكهربي المتغير زمنيا فتحول القانون إلى :
{\displaystyle \nabla \times \mathbf {H} =\mathbf {J} _{c}+\mathbf {J} _{d}} {\displaystyle }
حيث :
Jc كثافة تيار التوصيل
Jd كثافة تيار الإزاحة
و يمكن أن نسنتج من هذه المعادلة قانون التيار بعدة طرق

## أولا
عن طريق قانون أوم I=v\R
حيث إنv هي عبارة عن الجهد
و R هي المقاومة المادية
ويقاس التيار بوحدة الأمبير A

## ثانيا
يمكن عن طريق القدرة حيث
P=V*I ومن هذا القانون يمكن أن نظهر التيار
I = P/V
من المعروف أن P هي القدرة الفعاله وتقاس بالواط (WATT)